# Holcocera inconspicua
Holcocera inconspicua é uma espécie de mariposa do gênero Holcocera pertencente à família Coleophoridae.